# Eleições gerais na Tanzânia em 2010
As eleições gerais tanzanianas de 2010 foram realizadas em 31 de outubro.

## Resultados

### Presidencial
| Candidato                           | Partido                                                                   | Votos     | %      |
| ----------------------------------- | ------------------------------------------------------------------------- | --------- | ------ |
| Jakaya Mrisho Kikwete               | Partido Revolucionário da Tanzânia (Chama Cha Mapinduzi)                  | 5.276.827 | 62,8   |
| Willibrod Peter Slaa                | Partido pela Democracia e o Progresso (Chama cha Demokrasia na Maendeleo) | 2.271.942 | 27,1   |
| Ibrahim Haruna Lipumba              | Frente Cívica Unida (Chama Cha Wananchi)                                  | 695.667   | 8,3    |
| Peter Mziray Kuga                   | Partido Progressista da Tanzânia                                          | 96.933    | 1,2    |
| Hashim Spunda Rungwe                | Convenção Nacional para Construção e Reforma – Mageuzi                    | 26.388    | 0,3    |
| Yahmi Nassoro Dovutwa               | Partido Democrático Unido Popular                                         | 13.176    | 0,2    |
| Muttamwega Bhatt Mgaywa             | Partido Trabalhista da Tanzânia                                           | 17.482    | 0,2    |
| Total                               | Total                                                                     | 8.398.415 | 100,00 |
| Fonte: Adam Carr's Election Archive |                                                                           |           |        |

### Parlamentar
| Partido                                                                   | Assentos diretos | Assentos adicionais para mulheres | Total |
| Partido Revolucionário da Tanzânia (Chama Cha Mapinduzi)                  | 186              | 72                                | 258   |
| Partido pela Democracia e o Progresso (Chama cha Demokrasia na Maendeleo) | 23               | 21                                | 44    |
| Frente Cívica Unida (Chama Cha Wananchi)                                  | 24               | 10                                | 34    |
| Partido Trabalhista da Tanzânia                                           | 1                | —                                 | 1     |
| Convenção Nacional para Construção e Reforma – Mageuzi                    | 4                | —                                 | 4     |
| Partido Democrático Unido                                                 | 1                | —                                 | 1     |
| Outros                                                                    | —                | —                                 | —     |
| Desconhecido                                                              | 2                | 8                                 | 10    |
| Total                                                                     | 239              | 104                               | 343   |
| Fonte: parliament.go.tz                                                   |                  |                                   |       |